# Palau Sacosta Castle
Palau Sacosta Castle är ett slott i Spanien.   Det ligger i provinsen Província de Girona och regionen Katalonien, i den östra delen av landet, 600 km öster om huvudstaden Madrid. Palau Sacosta Castle ligger 133 meter över havet.
Terrängen runt Palau Sacosta Castle är kuperad åt nordost, men åt sydväst är den platt. Terrängen runt Palau Sacosta Castle sluttar västerut. Runt Palau Sacosta Castle är det ganska tätbefolkat, med 60 invånare per kvadratkilometer. Närmaste större samhälle är Girona, 3,1 km norr om Palau Sacosta Castle. Runt Palau Sacosta Castle är det i huvudsak tätbebyggt.